# Polinèmids

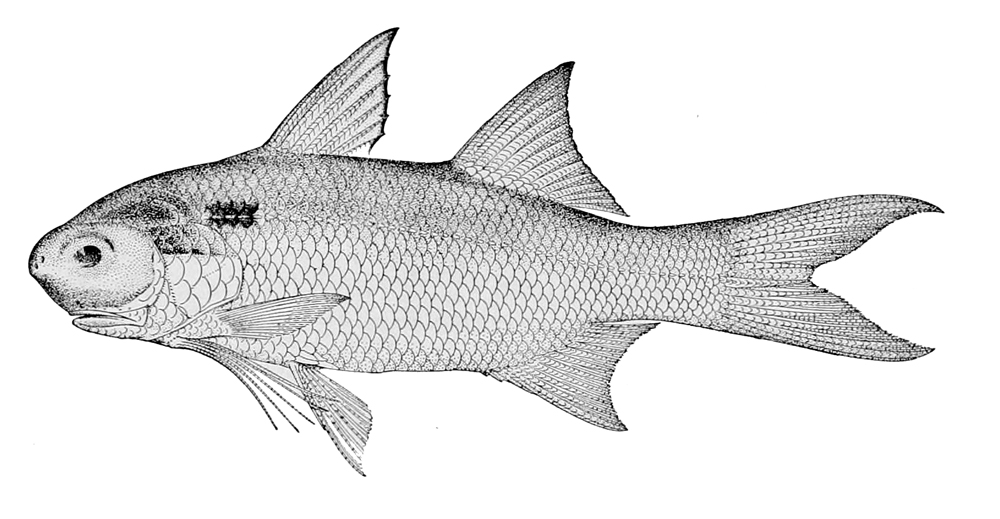
Polydactylus microstomus

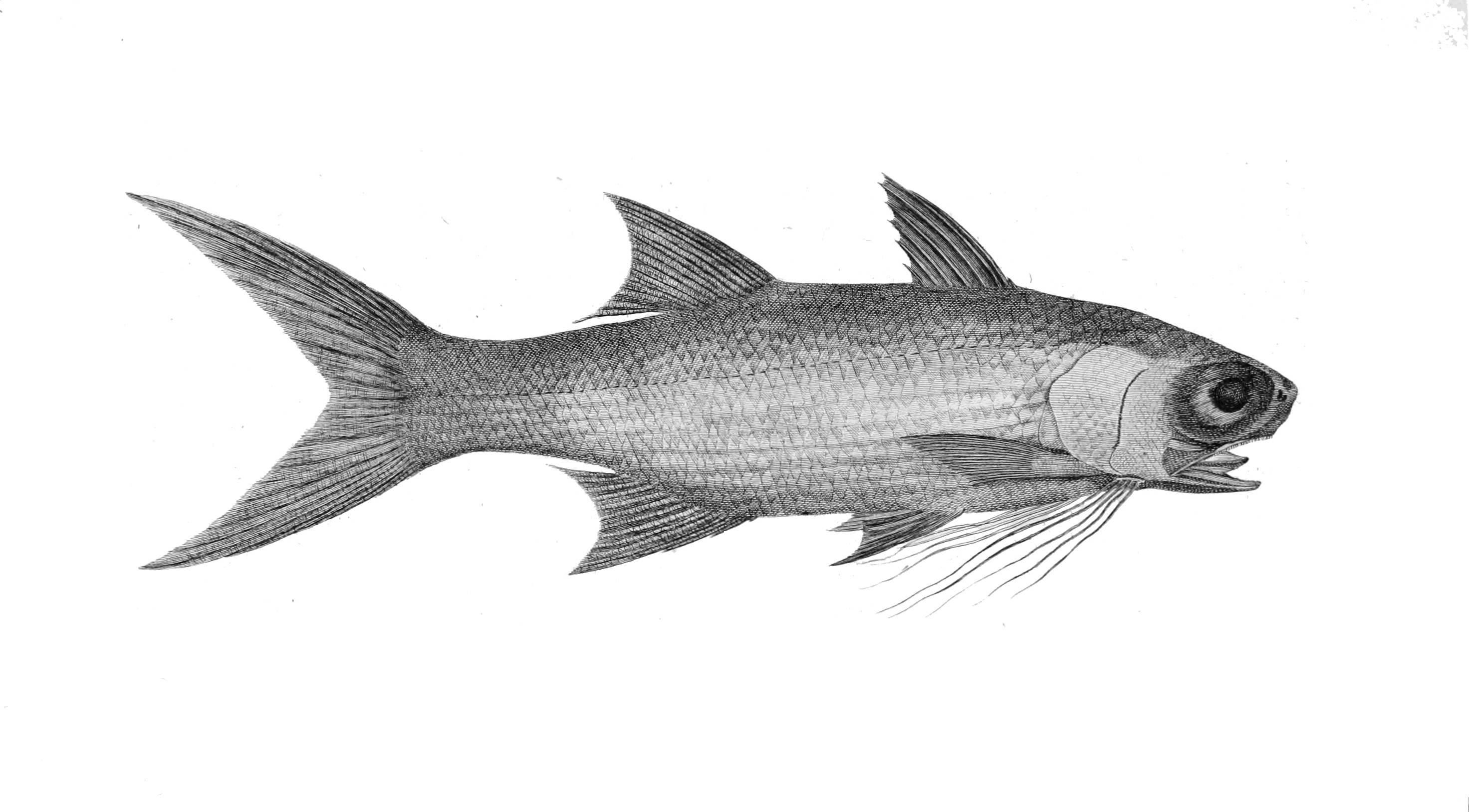
Polydactylus plebeius

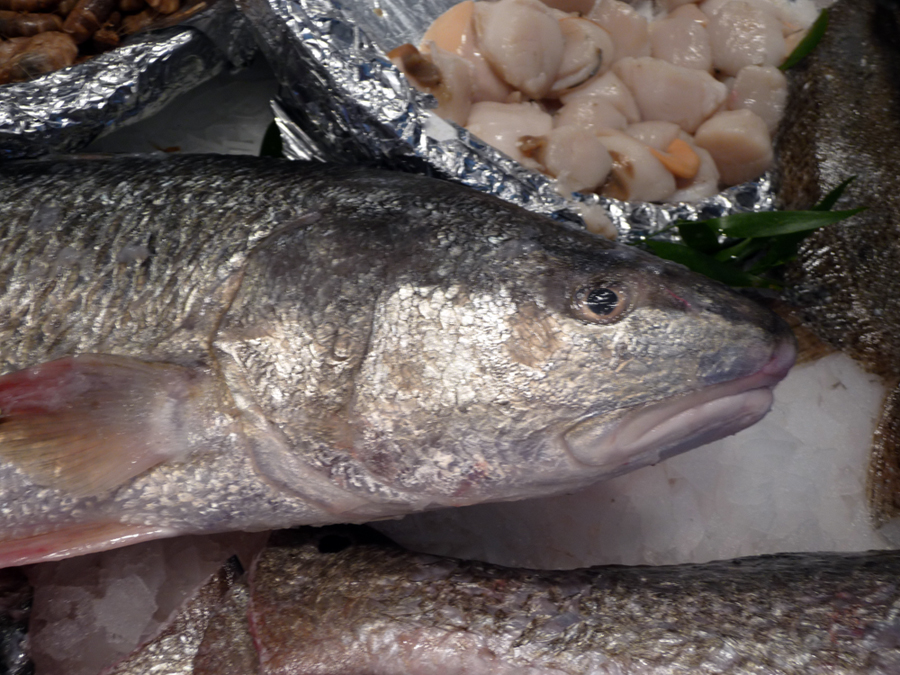
Polydactylus quadrifilis

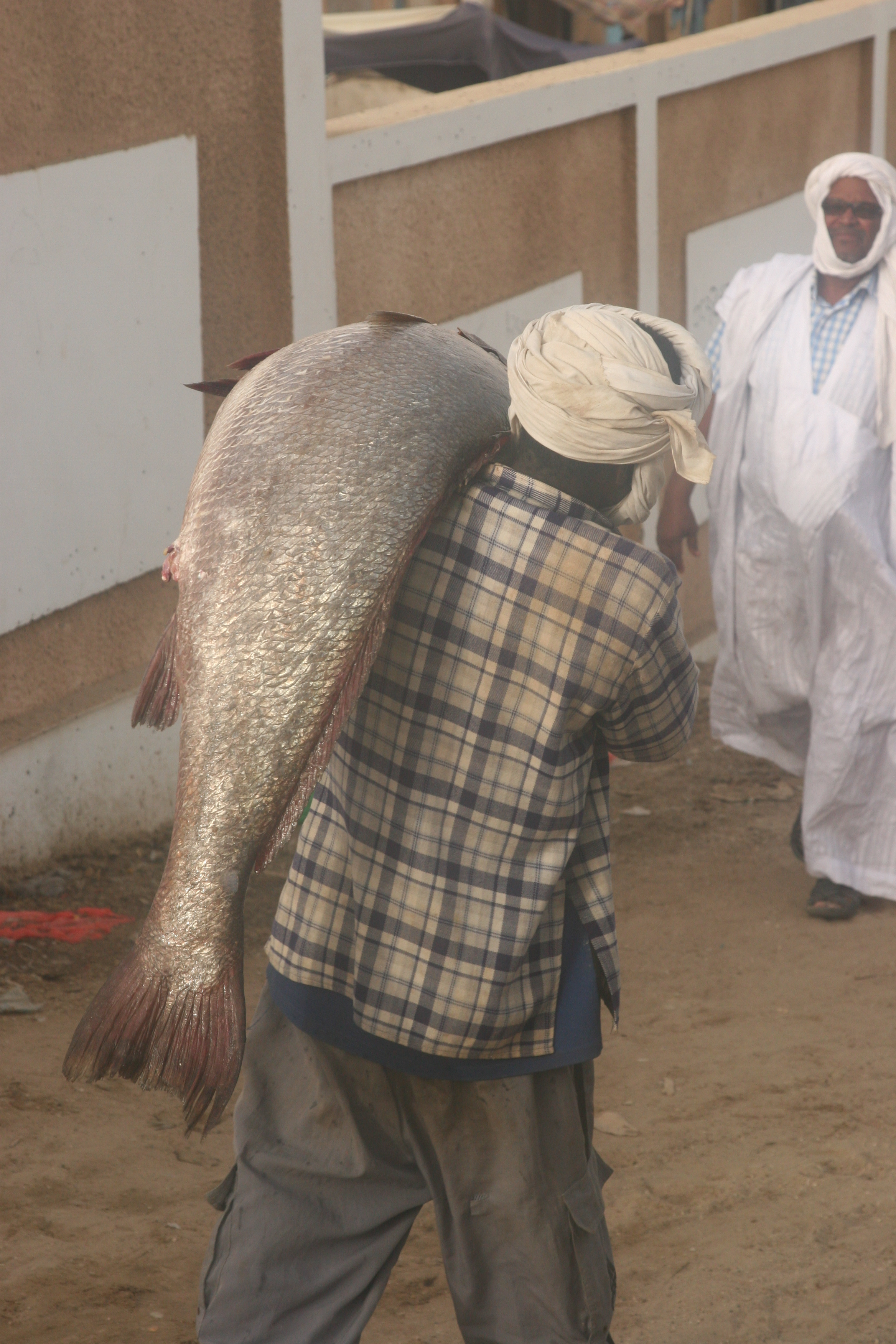
Exemplar de Polydactylus quadrifilis capturat a Mauritània.

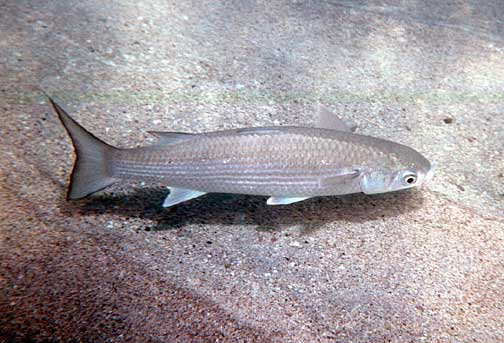
Polydactylus sexfilis

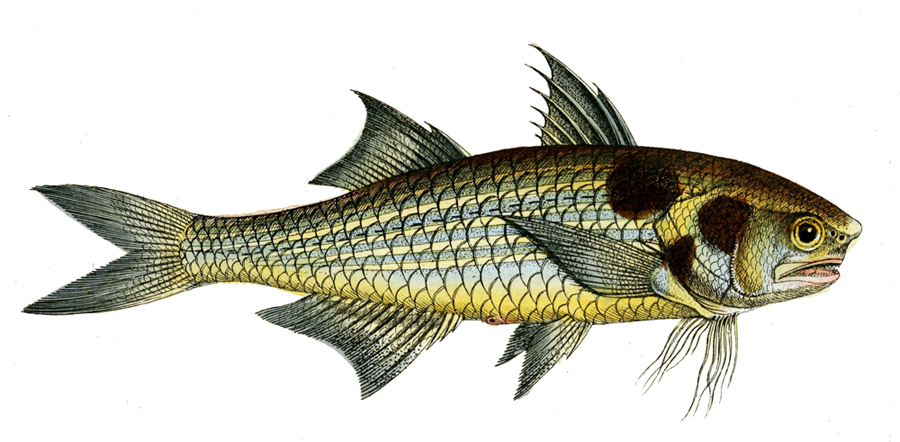
Polydactylus sextarius

Els polinèmids (Polynemidae) constitueixen una família de peixos de l'ordre dels perciformes.

## Etimologia
Del grec polys (molts) i nema, -atos (filament).

## Descripció
- Polydactylus nigripinnis n'és l'espècie més petita amb 20 cm de llargària màxima, mentre que Eleutheronema tetradactylum i Polydactylus quadrifilis en són les més grosses amb 200 cm.
- Cos allargat i fusiforme.
- Cap gairebé escatat del tot.
- Boca inferior.
- Musell rom.
- Aleta pectoral amb dues seccions.
- Aletes pèlviques subabdominals.
- 1 sola espina i 5 radis tous a les aletes pèlviques.
- Aleta caudal fortament bifurcada, la qual cosa els permet ésser veloços i àgils.
- Línia lateral completa.
- Escates de grandària moderada.
- Nombre de vèrtebres: 24 o 25.[2][3][4]

## Reproducció
Són reproductors pelàgics, els ous suren lliurement portats pels corrents marins fins a la desclosa i les larves formen part del plàncton.

## Alimentació
Es nodreixen d'invertebrats bentònics (com ara, poliquets, gambes i crancs) i peixets.

## Hàbitat
Són peixos d'aigua dolça, salabrosa i marina, els quals viuen a prop de la costa, a la desembocadura dels rius i als manglars dels estuaris.

## Distribució geogràfica
Es troben a les aigües tropicals i subtropicals.

## Gèneres i espècies
- Eleutheronema (Bleeker, 1862)[6]
  - Eleutheronema rhadinum (Jordan & Evermann, 1902)
  - Eleutheronema tetradactylum (Shaw, 1804)
  - Eleutheronema tridactylum (Bleeker, 1849)
- Filimanus (Myers, 1936)[7]
  - Filimanus heptadactyla (Cuvier, 1829)[8]
  - Filimanus hexanema (Cuvier, 1829)[8]
  - Filimanus perplexa (Feltes, 1991)[9]
  - Filimanus sealei (Jordan i Richardson, 1910)[10]
  - Filimanus similis (Feltes, 1991)[9]
  - Filimanus xanthonema (Valenciennes, 1831)[11]
- Galeoides (Günther, 1860)[12]
  - Galeoides decadactylus (Bloch, 1795)[13]
- Leptomelanosoma (Motomura & Iwatsuki, 2001)[14]
  - Leptomelanosoma indicum (Shaw, 1804)[15]
- Parapolynemus (Feltes, 1993)[16]
  - Parapolynemus verekeri (Saville-Kent, 1889)[17]
- Pentanemus (Günther, 1860)[12]
  - Pentanemus quinquarius (Linnaeus, 1758)[18]
- Polydactylus (Lacépède, 1803)[19]
  - Polydactylus approximans (Lay & Bennett, 1839)[20]
  - Polydactylus bifurcus (Motomura, Kimura & Iwatsuki, 2001)[21]
  - Polydactylus longipes (Motomura, Okamoto & Iwatsuki, 2001)[22]
  - Polydactylus luparensis (Lim, Motomura & Gambang, 2010)[23]
  - Polydactylus macrochir (Günther, 1867)[24]
  - Polydactylus macrophthalmus (Bleeker, 1858)[25]
  - Polydactylus malagasyensis (Motomura & Iwatsuki, 2001)[26]
  - Polydactylus microstomus (Bleeker, 1851)[27]
  - Polydactylus mullani (Hora, 1926)[28]
  - Polydactylus multiradiatus (Günther, 1860)
  - Polydactylus nigripinnis (Munro, 1964)[29]
  - Polydactylus octonemus (Girard, 1858)[30]
  - Polydactylus oligodon (Günther, 1860)
  - Polydactylus opercularis (Gill, 1863)[31]
  - Polydactylus persicus (Motomura & Iwatsuki, 2001)[26]
  - Polydactylus plebeius (Broussonet, 1782)[32]
  - Polydactylus quadrifilis (Cuvier, 1829)[33]
  - Polydactylus sexfilis (Valenciennes, 1831)[34]
  - Polydactylus sextarius (Bloch i Schneider, 1801)[35]
  - Polydactylus siamensis (Motomura, Iwatsuki & Yoshino, 2001)[36]
  - Polydactylus virginicus (Linnaeus, 1758)[18]
- Polynemus (Linnaeus, 1758)[18]
  - Polynemus aquilonaris (Motomura, 2003)
  - Polynemus bidentatus (Motomura & Tsukawaki, 2006)
  - Polynemus dubius (Bleeker, 1854)
  - Polynemus hornadayi (Myers, 1936)
  - Polynemus kapuasensis (Motomura i Van Oijen, 2003)
  - Polynemus melanochir (Valenciennes, 1831)
    - Polynemus melanochir dulcis (Motomura & Sabaj Pérez, 2002)
    - Polynemus melanochir melanochir (Valenciennes, 1831)

  - Polynemus multifilis (Temminck i Schlegel, 1843)[37]
  - Polynemus paradiseus (Linnaeus, 1758)[18][38][39][40][41][42][43]

## Ús comercial
No són presents al món de l'aquariofília però si que formen part de la dieta humana, ja que, d'entre altres raons, llur hàbit de formar grans moles suposa que siguin una captura fiable i econòmica. A més, són populars entre els afeccionats a la pesca esportiva.